# Libertango
A Libertango Astor Piazzolla egyik legismertebb, legtöbbet játszott szerzeménye. Első hangfelvétele 1974-ben Milánóban készült.
A darab címe egyszerre jelenti a szabadságot és a tangót is, és a klasszikus tangóról való felszabadulást, eltávolodást is.
A zeneművet Roman Polański egyik filmje (Frantic (Őrület), 1988), és Jacques Rivette Le Pont du Nord (Északi híd) című filmje (1981) is felhasználta. Az All Music Guide adatbázisa a Libertango több mint 500 felvételét sorolja fel.

## Híres előadói
- Gidon Kremer
  - Moscow City Symphony „Russian Philharmonic” Phonograph Jazz Band
  - Aydar Gaynullin – accordion • Artyom Dervoed – guitar • Sergey Shamov – cajon
- Grace Jones – I've Seen That Face Before (Libertango)
- Illényi Katica, Illényi Ferenc, Illényi Csaba, Illényi Anikó
- The Swingle Singers
- Domininick Farinacci
- Ana Rucner, video
- Al Di Meola
- Chiara Evangelista
- Oláh János, Ökrös Ottó